# Vòng loại giải bóng đá trong nhà vô địch quốc gia 2017
Vòng loại giải bóng đá trong nhà vô địch quốc gia 2017 (hay còn gọi là Vòng loại Giải futsal vô địch quốc gia HDBank 2017) chọn ra 4 đội có thành tích thi đấu tốt nhất để tiến đến Giai đoạn 2 (Vòng chung kết) của mùa giải 2017.

## Bảng xếp hạng
| VT | Đội                      | ST | T | H | B | BT | BB | HS  | Đ  | Thăng hạng hoặc xuống hạng |
| -- | ------------------------ | -- | - | - | - | -- | -- | --- | -- | -------------------------- |
| 1  | HPN Phú Nhuận            | 8  | 6 | 1 | 1 | 25 | 10 | +15 | 19 | Lên Giai đoạn 2            |
| 2  | Sài Gòn                  | 8  | 4 | 2 | 2 | 21 | 15 | +6  | 14 | Lên Giai đoạn 2            |
| 3  | Hoàng Thư Đà Nẵng        | 8  | 3 | 3 | 2 | 24 | 18 | +6  | 12 | Lên Giai đoạn 2            |
| 4  | Sanest Tourist Khánh Hòa | 8  | 2 | 2 | 4 | 13 | 20 | −7  | 8  | Lên Giai đoạn 2            |
| 5  | Kim Toàn Đà Nẵng         | 8  | 0 | 2 | 6 | 8  | 28 | −20 | 2  |                            |

## Kết quả chi tiết
Vòng loại sẽ diễn ra tại Nhà thi đấu Trung tâm Thể dục Thể thao Quốc phòng 3, Quân khu 5, thành phố Đà Nẵng từ ngày 17/3 đến 31/3/2017. 5 đội bóng tranh tài tại vòng loại gồm Sài Gòn FC, Hoàng Thư Đà Nẵng, Kim Toàn Đà Nẵng, Sanet Tourist Khánh Hòa, Hải Phương Nam Phú Nhuận. Các đội bóng thi đấu theo thể thức vòng tròn 2 lượt tính điểm, chọn 4 đội thành tích tốt nhất vào vòng chung kết sẽ diễn ra tại Thành phố Hồ Chí Minh.

### Lượt đi
| Hoàng Thư Đà Nẵng                              | 3–3              | Sài Gòn FC                                                     |
| ---------------------------------------------- | ---------------- | -------------------------------------------------------------- |
| Lê Tuấn (6) 11', 40' · Nguyễn Văn Phúc (8) 15' | Youtube Chi tiết | Nguyễn Hồng Công (5) 17' · Phạm Trương Hoàng Nam (10) 27', 34' |

| Kim Toàn Đà Nẵng                                              | 1–4              | HPN Phú Nhuận                                    |
| ------------------------------------------------------------- | ---------------- | ------------------------------------------------ |
| Đinh Lê Duy Nhất (7) 18' · Nguyễn Xuân Minh (18) 35' (p.l.n.) | Youtube Chi tiết | Đoàn Văn Định (8) 2', 14' · Vũ Quốc Hưng (7) 33' |

| Kim Toàn Đà Nẵng         | 1–1              | Sanest Tourist Khánh Hòa |
| ------------------------ | ---------------- | ------------------------ |
| Đinh Lê Duy Nhất (7) 36' | Youtube Chi tiết | Lê Hồng Quý (10) 32'     |

| HPN Phú Nhuận                                      | 2–1              | Sài Gòn FC                   |
| -------------------------------------------------- | ---------------- | ---------------------------- |
| Lê Tấn Tiếp (5) 14' · Mai Thành Danh Toại (15) 24' | Youtube Chi tiết | Nguyễn Trường Giang (17) 15' |

| HPN Phú Nhuận | 0–2              | Sanest Tourist Khánh Hòa                        |
| ------------- | ---------------- | ----------------------------------------------- |
|               | Youtube Chi tiết | Nguyễn Thành Đạt (7) 22' · Lê Hồng Quý (10) 32' |

| Kim Toàn Đà Nẵng                                    | 2–3              | Hoàng Thư Đà Nẵng                                               |
| --------------------------------------------------- | ---------------- | --------------------------------------------------------------- |
| Trần Công Thành (20) 30' · Đinh Lê Duy Nhất (7) 36' | Youtube Chi tiết | Lê Tuấn (6) 12' · Lê Minh Hải (10) 29' · Trần Văn Trung (5) 39' |

| Hoàng Thư Đà Nẵng      | 1–1              | HPN Phú Nhuận       |
| ---------------------- | ---------------- | ------------------- |
| Trần Văn Trung (5) 37' | Youtube Chi tiết | Lê Tấn Tiếp (5) 26' |

| Sanest Tourist Khánh Hòa | 1–2              | Sài Gòn FC                                                 |
| ------------------------ | ---------------- | ---------------------------------------------------------- |
| Lê Hồng Quý (10) 7'      | Youtube Chi tiết | Nguyễn Trường Giang (17) 14' · Đặng Phạm Ngọc Tùng (2) 17' |

| Hoàng Thư Đà Nẵng                                                       | 3–4              | Sanest Tourist Khánh Hòa                                     |
| ----------------------------------------------------------------------- | ---------------- | ------------------------------------------------------------ |
| Lê Minh Hải (10) 18' · Trần Văn Tấn Tài (11) 37' · Lê Minh Hải (10) 59' | Youtube Chi tiết | Nguyễn Thành Đạt (7) 23', 31', 40' · Nghiêm Gia Hiển (9) 27' |

| Sài Gòn FC                                                                           | 5–2              | Kim Toàn Đà Nẵng                                    |
| ------------------------------------------------------------------------------------ | ---------------- | --------------------------------------------------- |
| Trần Chí Nhật (4) 1', 35', 37' · Trần Thanh Trọng (20) 25' · Trần Văn Trung (11) 38' | Youtube Chi tiết | Lê Quý Long Vĩ (9) 28' · Nguyễn P. Hoàng Ý (14) 38' |

### Lượt về
| Hoàng Thư Đà Nẵng           | 2–2              | Sài Gòn FC                                      |
| --------------------------- | ---------------- | ----------------------------------------------- |
| Phan Thành Tín (7) 12', 37' | Youtube Chi tiết | Lê Công Hải (3) 18' · Nguyễn Hữu Thắng (14) 30' |

| HPN Phú Nhuận                                                                                                | 5–1              | Kim Toàn Đà Nẵng       |
| --- | ---------------- | ---------------------- |
| Lê Tấn Tiếp (5) 20', 23' · Nguyễn Hữu Thiện (1) 26' · Nguyễn Phước Quý Sang (17) 37' · Đoàn Văn Định (8) 37' | Youtube Chi tiết | Lê Quý Long Vỹ (9) 33' |

| Kim Toàn Đà Nẵng           | 1–1              | Sanest Tourist Khánh Hòa |
| -------------------------- | ---------------- | ------------------------ |
| Nguyễn P. Hoàng Ý (14) 16' | Youtube Chi tiết | Đỗ Doãn Dũng (3) 11'     |

| Sài Gòn FC                  | 1–3              | HPN Phú Nhuận                                                                |
| --------------------------- | ---------------- | ---------------------------------------------------------------------------- |
| Đặng Phạm Ngọc Tùng (2) 38' | Youtube Chi tiết | Vũ Quốc Hưng (7) 17' · Mai Thành Danh Toại (18) 34' · Trương Anh Hào (3) 38' |

| Sanest Tourist Khánh Hòa | 1–5              | HPN Phú Nhuận                                                                                                 |
| ------------------------ | ---------------- | --- |
| Nguyễn Thành Đạt (7)     | Youtube Chi tiết | Vũ Quốc Hưng (7) 21', 23' · Lê Văn Khoa (10) 24' · Nguyễn Ngọc Thanh Phú (11) 37' · Nguyễn Hữu Thiện (12) 39' |

| Hoàng Thư Đà Nẵng                                                                                | 6–0              | Kim Toàn Đà Nẵng |
| ------------------------------------------------------------------------------------------------ | ---------------- | ---------------- |
| Trần Phương Bá Thành (15) 12', 20' · Phan Thành Tín (7) 13', 19' · Nguyễn Trần Duy (17) 16', 35' | Youtube Chi tiết |                  |

| HPN Phú Nhuận                                                            | 5–2              | Hoàng Thư Đà Nẵng                                                                                                   |
| ------------------------------------------------------------------------ | ---------------- | --- |
| Lê Tấn Tiếp (5) 33' · Nguyễn Thanh Tuấn (4) 34' · Trương Anh Hào (3) 39' | Youtube Chi tiết | Huỳnh Văn Phúc (8) 22' · Phan Thành Tín (7) 33' (p.l.n.) · Lê Tuấn (6) 39' (p.l.n.) · Trần Phương Bá Thành (15) 40' |

| Sài Gòn FC                                                                                                 | 4–2              | Sanest Tourist Khánh Hòa                      |
| --- | ---------------- | --------------------------------------------- |
| Trần Thanh Trọng (20) 12' · Nguyễn Trường Giang (17) 30' · Nguyễn Hùng Minh (8) 38' · Lê Công Hiếu (3) 40' | Youtube Chi tiết | Trần Quang Hải (12) 2' · Lê Hồng Quý (10) 29' |

| Sanest Tourist Khánh Hòa | 1–4              | Hoàng Thư Đà Nẵng                                                                  |
| ------------------------ | ---------------- | ---------------------------------------------------------------------------------- |
| Kiều Nguyên Phúc (6) 20' | Youtube Chi tiết | Lê Minh Hải (10) 12', 14' · Mai Đăng Phước (9) 14' · Trần Phương Bá Thành (15) 34' |

| Kim Toàn Đà Nẵng | 0–3              | Sài Gòn FC                                                                  |
| ---------------- | ---------------- | --------------------------------------------------------------------------- |
|                  | Youtube Chi tiết | Trần Như Nhất Hợi (7) 19' · Nguyễn Hoàng Minh (8) 30' · Lê Công Hải (3) 31' |

## Cầu thủ ghi bàn (Giai đoạn 1)
Tính đến 31 tháng 3 năm 2017
5 bàn
- Sanest Tourist Khánh Hòa Nguyễn Thành Đạt (7)
- Hải Phương Nam Phú Nhuận Lê Tấn Tiếp (5)
- Hoàng Thư Đà Nẵng Lê Minh Hải (10)

4 bàn
- Hải Phương Nam Phú Nhuận Vũ Quốc Hưng (7)
- Hoàng Thư Đà Nẵng Phan Thành Tín (7)
- Hoàng Thư Đà Nẵng Trần Phương Bá Thành (15)
- Sanest Tourist Khánh Hòa Lê Hồng Quý (10)

3 bàn
- Hoàng Thư Đà Nẵng Lê Tuấn (6)
- Sài Gòn FC Trần Chí Nhật (4)
- Sài Gòn FC Nguyễn Trường Giang (17)
- Kim Toàn Đà Nẵng Đinh Lê Duy Nhất (7)
- Hải Phương Nam Phú Nhuận Đoàn Văn Định (8)

2 bàn
- Hoàng Thư Đà Nẵng Trần Văn Trung (5)
- Hoàng Thư Đà Nẵng Nguyễn Trần Duy (17)
- Hoàng Thư Đà Nẵng Huỳnh Văn Phúc (8)
- Sài Gòn FC Phạm Trương Hoàng Nam (10)
- Sài Gòn FC Đặng Phạm Ngọc Tùng (2)
- Sài Gòn FC Trần Thanh Trọng (20)
- Sài Gòn FC Lê Công Hải (3)
- Sài Gòn FC Nguyễn Hoàng Minh (8)
- Kim Toàn Đà Nẵng Lê Quý Long Vĩ (9)
- Kim Toàn Đà Nẵng Nguyễn P. Hoàng Ý (14)
- Hải Phương Nam Phú Nhuận Mai Thành Danh Toại (15)
- Hải Phương Nam Phú Nhuận Nguyễn Hữu Thiện (12)
- Hải Phương Nam Phú Nhuận Trương Anh Hào (3)

1 bàn
- Hoàng Thư Đà Nẵng Trần Văn Tấn Tài (11)
- Hoàng Thư Đà Nẵng Mai Đăng Phước (9)
- Sài Gòn FC Nguyễn Hồng Công (5)
- Sài Gòn FC Trần Văn Trung (11)
- Sài Gòn FC Lê Công Hải (3)
- Sài Gòn FC Nguyễn Hữu Thắng (14)
- Sài Gòn FC Lê Công Hiếu (3)
- Sài Gòn FC Trần Như Nhất Hợi (7)
- Kim Toàn Đà Nẵng Trần Công Thành (20)
- Hải Phương Nam Phú Nhuận Lê Văn Khoa (10)
- Hải Phương Nam Phú Nhuận Nguyễn Phước Quý Sang (17)
- Hải Phương Nam Phú Nhuận Nguyễn Ngọc Thanh Phú (11)
- Hải Phương Nam Phú Nhuận Nguyễn Thanh Tuấn (4)
- Sanest Tourist Khánh Hòa Nghiêm Gia Hiển (9)
- Sanest Tourist Khánh Hòa Đỗ Doãn Dũng (3)
- Sanest Tourist Khánh Hòa Trần Quang Hải (12)
- Sanest Tourist Khánh Hòa Kiều Nguyên Phúc (6)

1 bàn phản lưới nhà
- Nguyễn Xuân Minh (18) của đội Kim Toàn Đà Nẵng (trong trận gặp HPN Phú Nhuận)
- Phan Thành Tín (7) của đội Hoàng Thư Đà Nẵng (trong trận gặp HPN Phú Nhuận)
- Lê Tuấn (6) của đội Hoàng Thư Đà Nẵng (trong trận gặp HPN Phú Nhuận)